# テラコッタ・ウォリア 秦俑
『テラコッタ・ウォリア 秦俑』（てらこったうぉりあ しんよう、原題：古今大戦秦俑情／秦俑、英語題: A Terra-Cotta Warrior）は、1989年に中華人民共和国・香港で製作され、1990年に公開された映画。
監督はチン・シウトン、主演はチャン・イーモウ、コン・リー、ユー・ロングァン、ラク・セクミン、ウー・ティエンミンなど。
ビデオ&LD邦題は『テラコッタ・ウォリア』。

## ストーリー

### 秦の時代
秦始皇帝陵の現場監督兼警備隊長にして「蒙家剣術指南役十五代目」の蒙天放（モン・ティンファン）将軍は、始皇帝陵建設中の折に出会った不幸な身の上の少女冬兒（トン・アル）とお互いの心情を吐露する内にいつしか心を通い合わせ夫婦になることを誓い合うのだが…。

## キャスト
※括弧内は日本語吹替
- 蒙天放 - チャン・イーモウ（根津甚八）
- 冬兒/朱莉莉/山口靖子 - コン・リー（戸田恵子）
- 映画監督 - ウー・ティエンミン（増岡弘）
- 始皇帝 - ラク・セクミン（穂積隆信）
- 徐福 - ツェ・ボクマン（大木民夫）
- 白雲飛 - ユー・ロングァン（大塚明夫）